# سزار مارتینز دی اولیویرا
سزار مارتینز دی اولیویرا (به پرتغالی: César Martins de Oliveira) (۱۳ آوریل ۱۹۵۶ – ۱۷ سپتامبر ۲۰۲۴) که به اختصار با نام سزار شناخته می شد، بازیکن فوتبال در پست مهاجم اهل برزیل بود.
سزار مارتینز دی اولیویرا در تیم‌های فوتبال América سابقهٔ حضور دارد.